# Emil Baader
Emil Baader (* 18. Februar 1891 in Göschweiler; † 2. November 1967 in Lahr/Schwarzwald) war ein deutscher Lehrer und Heimatforscher.

## Werdegang
Baader kam als Sohn des Gastwirts und Bierbrauers Kornel Baader (1858–1909) und dessen Ehefrau Rosina, geb. Binninger, (1859–1927) zur Welt. Er besuchte ab 1897 die Volksschule in Göschweiler und wechselte 1901 auf die Realschule in Waldshut, die er 1907 abschloss. Dort war zeitweilig (1905–1906) der spätere Maler Arthur Grimm sein Lehrer. Es folgte eine zweijährige Ausbildung am Lehrerseminar in Ettlingen, die er 1909 mit den Lehramtsprüfungen für Volksschulen beendete. In den folgenden Jahren unterrichtete er unter anderem an Volksschulen in Weiterdingen, Konstanz, Radolfzell, Karsau, Emmendingen und Ubstadt. Sein Kriegseinsatz in der Artillerie unterbrach zwischen 1915 und 1918 seinen beruflichen Werdegang. Von 1920 bis zum Eintritt in den Ruhestand 1956 war er Lehrer an Volksschulen in Bretzingen, Buchen und Lahr.
Neben seinem Beruf als Lehrer war er als Heimatforscher tätig. Er veröffentlichte zur Geschichte der Ortenau und des Odenwaldes und war Herausgeber von Der Wartturm, Heimatblatt für das badische Frankenland. Im badischen Land richtete er, zumeist in Gasthäusern, über 200 »Heimat- und Gedächtnisstuben« ein.

## Werke (Auswahl)
- Arthur Grimm, ein Maler des Odenwaldes: Der Wartturm Heimatblätter des badischen Frankenlandes; Juli 1931
- Land und Leute in der oberen Ortenau, 1937
- Besonntes Geroldsecker Land, 1947
- Land der hohen Himmel. Ein Heimatbuch der Erinnerungen. (Reprint Schauenburg-Verlag, Lahr/Schwarzwald 1991)
- Land und Leute des Amtsbezirks Buchen. Verlag Karl Volk, Buchen (Odenwald) 1928 (Reprint 1983)

## Ehrungen
- 1965: Heimatpreis des Kreises Lahr
- 1966: Ehrenbürger von Göschweiler
- 1967: Verdienstkreuz 1. Klasse der Bundesrepublik Deutschland
- Ehrenmitglied der Badischen Heimat